# Moderni petoboj
Moderni petoboj ili moderni pentatlon je olimpijski sport koji se sastoji od pet različitih događaja tj. sportova; mačevanje (épée jednim dodirom), plivanje - slobodnim stilom (200 m), jahanja - konjički preskočni skokovi (15 skokova) i završni kombinirani događaj gađanja pištoljem i kros trčanja (3200 m). Ovaj posljednji događaj sada se naziva laserskim trčanjem (laser run), jer izmjenjuje četiri runde laserskog pucanja, nakon čega slijedi trčanje od 800 m (ukupno 3200 m).  Naziv moderni je dodan stoga da se ovaj šport jasno razlikuje od atletskog petoboja, koji uključuje posve različite discipline.
Moderni petoboj je kao šport predložio Pierre de Coubertin, osnivač modernih Olimpijskih igara. Glavna ideja ovog športa je da prikazuje vještine idealnog vojnika iz tog vremena. Prema Coubertinu, šport simulira vještine vojnika iz konjičkog odreda koji se nađe iza neprijateljskih linija: mora dakle jahati po nepoznatom terenu, boriti se mačem i pištoljem, trčati i plivati.
Šport je prvi puta uključen na Olimpijske igre na Igrama u Stockholmu 1912., i od tada je stalno u programu Igara. Timsko natjecanje je uvedeno 1952. ali je 1992. ponovno izbačeno iz programa Igara. Natjecanje u ženskoj konkurenciji je uvedeno u program Igara 2000. godine.
U ne-olimpijskim godinama, održavaju se Svjetska prvenstva, s tradicijom od 1949. godine. Prvotno je natjecanje trajalo pet dana (svaki dan jedna disciplina), ali je u cilju popularizacije i komercijalizacije tog športa 1996. uveden model jednodnevnog natjecanja.
Usprkos velikom renomeu tog športa u modernom olimpizmu, kao jedinog športa koji je osmišljen upravo s namjerom natjecanja na Igrama, šport nije poprimio širu popularnost. Veći broj klubova i natjecatelja danas djeluje samo u dijelu istočne Europe, zahvaljujući tradicionalno jakoj povezanosti športa i vojske u tim zemljama. Stoga je zadnjih godina bilo prijedloga da se taj šport isključi iz olimpijskog programa. Ipak, MOO je 2005. godine donio odluku po kojoj taj šport ostaje u programu Igara, i to najmanje do 2012. godine.
Moderni petoboj, unatoč svojoj dugoj olimpijskoj povijesti, morao je nekoliko puta opravdati uključivanje u moderne olimpijske igre. 11. veljače 2013. u Lozani, MOO je još jednom potvrdio moderni petoboj kao jedan od 25 osnovnih športova olimpijskog programa do 2020. 
Športom upravlja međunarodna organizacija UIPM (od francuskog naziva Union Internationale de Pentathlon Moderne).

## Povijest
Osporava se temelj modernog pentatlona. S jedne strane, barun Pierre de Coubertin, utemeljitelj modernih Olimpijskih igara, zatražio je autorstvo. S druge strane, Viktor Balck, predsjednik Organizacijskog odbora za Igre 1912. godine, pokazao je da je iskoristio dugu tradiciju švedskih vojnih višešportskih događaja kako bi stvorio moderan petoboj u upravljanju. 
Naziv potječe od grčkog petoboja "natjecanje pet događaja". Dodatak imenu "moderni" razlikuje ga od izvornog petoboja drevnih Olimpijskih igara, koji se sastojao od stadionske trke, hrvanja, skoka u dalj, koplja i diska. Kako su događaji drevnog petoboja modelirani prema vještinama idealnog vojnika za obranu dvorca tog doba, Coubertin je stvorio natjecanje kako bi simulirao iskustvo vojnika konjanika iz 19. stoljeća iza neprijateljskih linija: on mora jahati nepoznatog konja, boriti se protiv neprijatelja pištoljem i mačem, plivati i trčati da se vrati svojim vojnicima.Na Igrama 1912., dok su se natjecali samo časnici, bilo im je dopušteno koristiti vlastite konje. Do Olimpijskih igara 1952. obični konjanički vojnik smatrao se profesionalnim športašem, jer je jahao i trenirao konje za život, dok je časnik bio amater. Sve dok nije postojala službena međunarodna federacija za moderni petoboj, osnovan je odbor MOO-a za šport koji koristi stručnost članova MOO-a
Manifestacija je prvi put održana na Olimpijskim igrama 1912. godine, a pobijedila je švedska atletičarka Gösta Lilliehöök. Moderni petoboj na olimpijskom je programu kontinuirano od 1912. godine. Timsko događanje dodano je Olimpijskim igrama 1952. godine, a ukinuto 1992. godine. Nakon mnogo rada u predvorju predsjednika Njemačke federacije modernog petoboja prof. Wilhelma Henzea, žene su bile za prvi put primljen na Svjetskom prvenstvu 1977. i na službenom svjetskom prvenstvu 1981. Događaj za žene dodan je 2000. Svake godine održava se Svjetsko prvenstvo. Natjecanja uključuju pojedinačno i timsko natjecanje za muškarce i žene, uz štafete za muškarce i žene, a od 2010. i mješovite štafete.

## Discipline modernog petoboja
- Streljaštvo: koristi se zračni pištolj kalibra 4,5 mm, na udaljenosti 10 m iz stojećeg stava. Svaki natjecatelj ima na raspolaganju 20 metaka, s ograničenim vremenom na 40 sekunda između svakog pucnja.
- Mačevanje: natjecanje se odvija po kružnom sustavu, po modelu svatko sa svakim.
- Plivanje: disciplina je 200 m slobodnim stilom. Natjecatelji se svrstavaju u jakosne skupine ovisno o prijavljenom najboljem rezultatu.
- Jahanje: natjecanje uključuje prelazak staze 350-400 m s 12 do 15 prepona. Natjecateljima se dodjeljuju konji sistemom ždrijeba neposredno prije natjecanja.
- Trčanje: disciplina je 3000 metara kros. Natjecatelji dobivaju startne brojeve prema rezultatima u prijašnje četiri discipline, i to na način da najbolje rangirani kreće prvi, a najslabije rangirani posljednji. Tko prvi prođe ciljem kros utrke je ujedno i pobjednik modernog petoboja.

## Vanjske poveznice
- UIPM - službene stranice